# Entidade Urbana
Entidade Urbana é o quinto álbum de estúdio da cantora brasileira Fernanda Abreu, lançado em 15 de novembro de 2000 pela gravadora EMI.

## Antecedentes
Entidade Urbana é um álbum conceitual cujas letras giram em torno de cidades, metrópoles e urbanidade. Abreu comentou sobre o tema do álbum: "É para mim o começo de uma trilogia, que é cidade, casa e quarto. Parou no tempo essa história de que a cidade oprime o ser humano e tudo é uma merda e infelizmente temos de viver nesse caos urbano. Quis, partindo daí, fazer umas crônicas, com um lado bem otimista, de não querer muitas respostas". Uma revista lançada em edição limitada juntamente com o álbum chamada Revista Entidade Urbana reuniu trabalhos cedidos por 49 artistas brasileiros ligados a diversas formas de expressão, como artes gráficas, artes plásticas, música, poesia e grafite, abordando o tema das grandes cidades.

## Análise da crítica
Paula Alzugaray da revista Istoé Gente deu uma avaliação mista, elogiando algumas canções como "Roda Que Se Mexe" e "Urbano Canibal", e dizendo que com o álbum, Abreu "tem a mesma sede de fusões, aglutina grandes talentos da música brasileira, mas não supera suas conquistas anteriores", e que "a pesquisa de sonoridades — como barulhos caseiros de amoladores de facas, fósforos e pratos — fica quase imperceptível no conjunto, que perde-se muitas vezes em excessivas referências à música disco".
O jornal Estadão comentou que com o disco, Abreu "escreve uma página interessante da música pop nacional. Ela confronta influências contemporâneas da música das cidades, seja o Rio (funk) ou São Paulo (hip-hop), com os temas das cidades, falta de tempo, excessos, violência, amor, cultura e outros assuntos que estão nas entrelinhas. O encontro disso é uma música ainda mais autoral e que deixa de só celebrar as referências, seja o samba-rock ou funk".
Don Snowden do website americano AllMusic deu três estrelas do álbum de um total de cinco, dizendo que apesar de os arranjos apresentarem uma variedade de texturas, eles parecem nunca suplantar a voz de Abreu como o centro das atenções. Ele também disse que "a produção polida cria uma sensação de flutuação nas correntes da vida noturna na selva urbana", e terminou dizendo que "Entidade Urbana carece da excitação na-cara dos outros discos de Abreu, mas é uma coleção solidamente trabalhada que interessaria fãs internacionais de modernos sons de dança".

## Faixas
| N.º | Título                  | Compositor(es)                                   | Produtor(es) | Duração |  |
| 1.  | "Sou da Cidade"         | Fernanda Abreu, Rodrigo Campello, Liminha        | Liminha      | 3:52    |  |
| 2.  | "Baile da Pesada"       | Fernanda Abreu, Rodrigo Maranhão                 | Liminha      | 3:17    |  |
| 3.  | "Roda Que Se Mexe"      | Fernanda Abreu, Rodrigo Campello, Suely Mesquita | Liminha      | 3:49    |  |
| 4.  | "Eu Quero Sol"          | Fernanda Abreu, Liminha, Sofia Stein             | Liminha      | 4:21    |  |
| 5.  | "Fatos e Fotos"         | Fernanda Abreu, Lucas Santtana                   | Liminha      | 3:26    |  |
| 6.  | "Zona Norte - Zona Sul" | Fernanda Abreu, Fausto Fawcett, Fernando Vidal   | Liminha      | 4:56    |  |
| 7.  | "São Paulo-SP"          | Fernanda Abreu, Fausto Fawcett, Laufer, Liminha  | Liminha      | 4:37    |  |
| 8.  | "Meu CEP é o Seu"       | Fernanda Abreu, Rodrigo Campello                 | Liminha      | 4:09    |  |
| 9.  | "Urbano Canibal"        | Fernanda Abreu, Lenine                           | Chico Neves  | 4:03    |  |
| 10. | "Megalópole-Cidade"     | Fernanda Abreu, Fausto Fawcett, Fernando Vidal   | Chico Neves  | 2:54    |  |
| 11. | "Paisagem de Amor"      | Fernanda Abreu, Fausto Fawcett, Marcelo Lobato   | Chico Neves  | 6:08    |  |

## Créditos
| - Fernanda Abreu - vocais, concepção geral, arranjos - Liminha - produção, engenhanharia de gravação - Chico Neves - produção, arranjos, engenhanharia de produção, mixagem - Felipe Abreu - arranjos, vocais - Rodrigo Campello - composição, arranjos - Fausto Fawcett - composição - Suely Mesquita - composição - Fernando Vidal - composição - Marcelo Lobato - composição - Rodrigo Maranhão - composição - Lenine - composição - Vitor Farias - engenharia de gravação, mixagem - Jeronymo Machado - coordenação de produção | - Jorge Guerreiro - assistente e engenheiro de gravações adicionais, assistente de mixagem - Florencia Saravia - engenharia de gravação - Leo de Faria - assistente de mixagem - Andrea Leblon - assistente de produção - Torcuato Mariano - direção artística - Florencia Saravia - edição digital - Paulo Henrique Lima - assessoria técnica - Marcio Gama - mixagem - Guttemberg - assistente de mixagem - Eduardo Pop - assistente de mixagem - Marco - assistente de mixagem - Berna Ceppas - sons e efeitos - Carlos Freitas - masterização |

Créditos adaptados do website oficial da artista.